# 印尼輪盾介殼蟲
印尼輪盾介殼蟲（学名：Aulacaspis tegalensis）为盾介殼蟲科輪盾介殼蟲屬下的一个种。